# Silene catholica
Silene catholica là loài thực vật có hoa thuộc họ Cẩm chướng. Loài này được (L.) W.T.Aiton miêu tả khoa học đầu tiên năm 1811.